# Vieboda

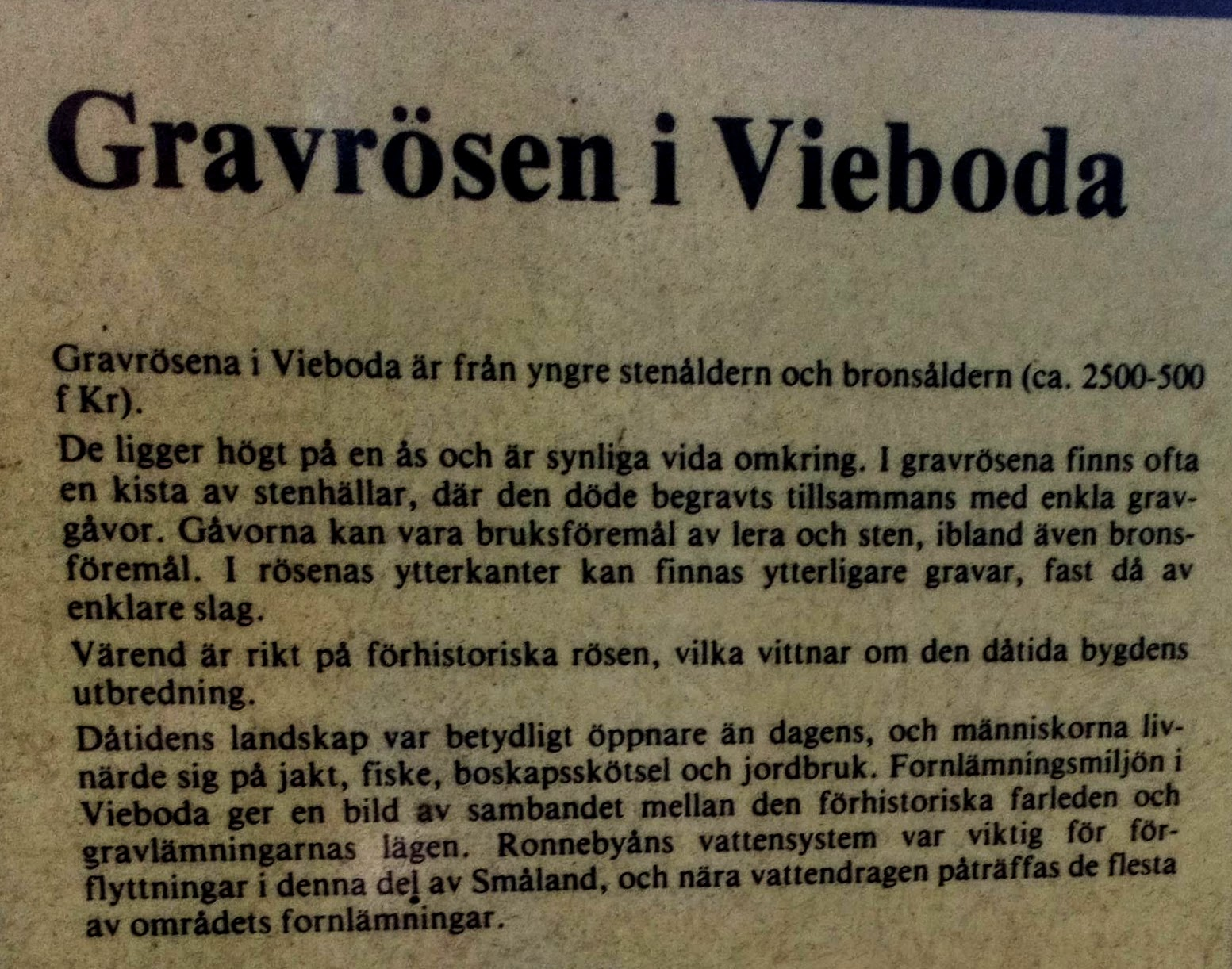
Informationsskylt vid Vieboda RAÄ 44:1 Linneryd

Vieboda är en tidigare by i Linneryds socken. Gården uppstod under medeltid och ägodelades till fyra fastigheter. Bebyggelsen har förhistoriska rötter vilket framgår av fornåkrar i form av röjningröseområden och forntida gravanläggningar. Området vid sidan av Ronnebyån var attraktivt för sin samfärdsel men också som boplats och odlingsområde under förhistorisk tid.

## Viebodas kulturvärde
Området var av betydelse under den förhistoriska eran som kommunikationsled. Betydelsen framträder i koncentrationer av fornlämningar från bronsåldern och järnåldern. Vieboda fornlämningsmiljö ligger intill den centrala vattenvägen vid Ronnebyån. Vieboda-Flåbodaomådet är ett värdefullt exempel på en gång viktiga samband i landskapet, som mist sin betydelse. Miljön är rik på lämningar, framför allt monumentala gravrösen och stensättningar, från sen stenålder, bronsålder och järnålder. Antalet rösen i området uppgår till 17 stycken och stensättningarna till fyra stycken. De flesta av dessa ligger inom områden med fornåkrar och röjningsrösen som sannolikt var i bruk vid samma tid. Här finns också odlingslämningar från det historiska Vieboda. På ett näs mellan Hobergssjön och Sandsjöns vik Lersjön låg en fångstgrop. På höjderna mellan Vieboda och Flåboda finns flera gravrösen från bronsåldern som visar på åns betydelse vid denna tid. En domarring från järnåldern finns också. skriver Tingsryds kommun i sin översiktsplan. Från historisk tid finns lämningar efter skogsbruk och tillverkning av träkol. Delar av byggnadsbeståndet i Vieboda är mycket gammalt och har höga kulturhistoriska värden.
För forntidens människor var Ronnebyån en viktig farled in i sydöstra Värend. Fornlämningsmiljön i byn Vieboda ger en bild av sambandet mellan den förhistoriska farleden och gravlämningarnas läge. På höjden över Sandsjön ligger flera stora rösen av bronsålderskaraktär. De har medvetet placerats på en ås för att vara väl synliga vida omkring i dåtidens mer öppna landskap. Rösenas storlek varierar mellan 10 och 25 meter i diameter. I det största röset fanns en hällkista orienterad i nord-syd riktning. Röset är omplockat och hällkistan har plundrats och även undersökts 1916 av Knut Kjellmark. Han hittade ett par flintskärvor och dels brända, dels obrända ben då hällkistan undersöktes.

## Historisk bebyggelse
Den historiska bebyggelsen  på platsen kan spåras från medeltid. Äldsta belägg är från Trolles jordebok 1476, i bilagan sidan 170, nämns  Måns Karlsson i Widebodha. Vieboda bestod sedan under historisk tid av två hemman, Norregården och Södregården. De båda gårdarna låg på 700 meters avstånd från varandra. Vieboda har troligen varit ett helt mantal som delats i två gårdar. Vieboda Norregård med gamla fastighetsbeteckningen Linneryd Vieboda 1:1 om ett halvt mantal och Vieboda Södergård med beteckningen  Linneryd Vieboda 2:1 också ett halvt mantal. Eftersom Vieboda by i Kronobergs län, i Linneryds kommun 1931 hade 4 jordbruksfastigheter med fastighetsvärde 64 500 kronor därav 34 800 jordbruksvärde och 29 700 skogsvärde, så har de båda gårdarna splittrats i fyra. Fastigheternas skogsvärde värderas för alla fyra bara till 29 700 kr 1931 och två av de fyra fastigheterna såldes som rena skogsfastigheter för 23 miljoner 2018 vilket betyder att fastigheterna blivit mer än 1000 gånger så värdefulla som skogsfastigheter sedan 1931, lägg märke till att bara två av de fyra fastigheterna ingick i försäljningen 2018.

## Vieboda skogsfastighet
Tingsryds kommun beslutade den 20 juni 2016 att inrikta sig på att sälja fastigheterna Vieboda 1:2 och 2:2. Den oberoende värderaren värderade fastigheten till 20 miljoner kronor och den såldes sedan för 23 miljoner. Köpare var industrimannen Rune Andersson. Vieboda Södergård 2:2 1/4 mantal var avsöndrad från Vieboda Södergård. Fastighetens inägor storskiftades 2 maj 1811 och utägorna storskiftades 5 maj 1812 medan byn lagaskiftades 19 november 1918. Tingsryd kommun köpte fastigheten den 19 maj 1948. Vieboda Norregård 1:2 också 1/4 mantal var avsöndrad från Vieboda Norregård . Denna fastighet köptes av Tingsryd den 28 juli 1965.
När Tingsryd kommun sålde beskrevs fastigheten Vieboda av mäklaren: obebyggd skogsfastighet 15 km öster om Tingsryd. Den totala arealen är 191 ha, varav 169 ha skogsmark, 2 ha jordbruksmark och 20 ha impediment och övrig mark. Virkesförrådet  på fastigheten uppskattades till 28 600 m3sk med tyngdpunkt i åldersintervallet 40-60 år. Produktionsskogen med sjöläge med strandrätt och enskilt fiske i Sandsjön.

## Friluftsområde
I den gamla byn Vieboda finns ett litet område avsett för tältning och ett par grillplatser. Man kan övernatta i  det så kallade härbärget, som  är ett gammalt torp. Dit har man fritt tillträde, men får själv ta med sig all utrustning. Området är lämpligt för cykelturer och skogspromenader, och Sandsjön ger möjlighet att ta kanadensaren till platsen. Förutom i sjösystem kan man paddla i Ronnebyån. Större delen av området är skogsmarker som utbreder sig på en ås längs med Ronnebyåns vattenvägar. Delar av de södra partierna, vid gården Vieboda, har agrar prägel och brukas främst genom bete. Markanvändningen i jordbruket var småskalig. I området ligger också ett sommarstugeområde. Genom området löper den så kallade Utvandrarleden. Vieboda är övernattningsställe för både vandrare på leden och kanotister på Ronnebyån.